# Espectro invisible
El espectro invisible, es la parte del Espectro electromagnético que no puede ser vista por el ojo humano, está enmarcada por dos regiones de la luz: los rayos infrarrojos (rayos infrarrojos, señal de televisión, señales de radio, microondas y la radiación térmica) en una frecuencia de onda por debajo de la contenida por el color rojo (longitud de onda más larga); y los rayos ultravioletas (los rayos ultravioletas, los rayos X, los rayos gamma), que se encuentra por arriba de la frecuencia de onda del color violeta (longitud de onda más corta).
El hecho de que las ondas electromagnéticas sean visibles o invisibles radica en la longitud que está presente, aunque esto no radique a que es visible a, ya sea, mayor o menor longitud. Se tienen datos bastante precisos, en los cuales las ondas electromagnéticas se vuelven de visibles a invisibles en cierto punto, ya que una onda electromagnética se convierte de luz visible a rayos infrarrojos (invisible), a una longitud de onda de 10E-10 o una frecuencia de un Zetta-Hertz, y así mismo se convierte de luz en rayos ultravioleta a una longitud de onda de 10E3 o una frecuencia de un kilohertz. La Luz visible se ubica en medio de ambos tipos de espectros invisibles.
- Datos: Q5840126